# Mbah Eric Mbah
Pour les articles homonymes, voir Mbah.
Mbah Eric Mbah, né en 1970 est un avocat camerounais. Il est élu bâtonnier de l’ordre des avocats du Cameroun depuis le 20 juin 2022.

## Biographie

### Enfance et formation
Mbah Eric Mbah est né en 1970, originaire de la région du Nord-Ouest au Cameroun, et précisément du département de la Momo. Il est diplômé de l’Université de Yaoundé II (Soa) au Cameroun.

### Carrière
Après ses études, il est reçu au concours de l’ordre des avocats du Cameroun en 2001 et sera finalement inscrit au grand tableau en 2003. Propriétaire du cabinet Mbah and Partners dans la ville de Bamenda, région du Nord-Ouest, il est élu membre du conseil de l’ordre des avocats en 2018. La même année, il sera désigné représentant du bâtonnier dans la région du Nord-Ouest.
Il s'illustre lors des manifestations qui précèdent la crise anglophone au Cameroun,.
Au terme de l’assemblée générale élective des avocats tenue à Yaoundé du 18 au 20 juin 2022, il est élu bâtonnier du Cameroun pour un mandat de deux ans. Le nouveau bâtonnier a obtenu 1 285 voix sur près de 2 800 votants,. Mbah Eric Mbah remplace le bâtonnier Tchakoute Patie Charles, décédé en fonction en 2020.